# Marie-Laure Ndraman
Marie-Laure Ndraman (8 de mayo de 1987) es una deportista marfileña que compitió en taekwondo. Ganó una medalla de plata en el Campeonato Africano de Taekwondo de 2005 en la categoría de –55 kg.

## Palmarés internacional
| Campeonato Africano | Campeonato Africano       | Campeonato Africano | Campeonato Africano |
| Año                 | Lugar                     | Medalla             | Categoría           |
| ------------------- | ------------------------- | ------------------- | ------------------- |
| 2005                | Antananarivo (Madagascar) | Medalla de plata    | –55 kg              |